# Кручова Марія Михайлівна
Марія Михайлівна Кручова (нар. 22 березня 1995, Тернопіль, Україна) — українська біатлоністка. Член національної збірної команди України з біатлону.

## Біографія
Перший рік в біатлоні — 2010.

## Спортивна кар'єра

### Виступи на чемпіонатах світу серед юніорів
| Рік  | Місце проведення         | Інд | Спр | Пр | Ест |
| 2012 | Контіолагті, Фінляндія   | 34  | 30  | 47 | —   |
| 2015 | Раубичі, Білорусь        | 47  | 49  | 37 | 6   |
| 2016 | Кейле Гредіштей, Румунія | 28  | 26  | 35 |     |

### Виступи на чемпіонатах Європи
| Рік   | Місце проведення | Інд | Спр | Пр | ЗЕ |
| 2015* | Отепя, Естонія   | 36  | 10  | 18 | —  |

[*] — юніорські змагання